# Íslandspóstur
Íslandspóstur of Pósturinn is het IJslandse postbedrijf en is volledig in handen van de IJslandse staat. Het bedrijf telt 1.200 werknemers, en is hiermee de grootste werkgever van het land.

## Geschiedenis
Op 29 augustus 1997 werd tijdens een aandeelhoudersvergadering goedkeuring verleend om het staatsbedrijf Póstur og sími (Post & Telefoon) op te splitsen in twee onafhankelijke bedrijven. Op 27 december 1997 was de scheiding een feit, en ging het IJslandse postbedrijf verder onder de naam Íslandspóstur en het telefoonbedrijf als Landssíminn. Jeff Thornton die voorheen aan het hoofd stond van Póstur og sími werd benoemd tot CEO van Íslandspóstur.
De beginperiode werd aangegrepen om diensten te veranderen en te vereenvoudigen, en vele jaren van operationele verliezen om te zetten in winst. Dit met als doel het bedrijf klaar te maken voor de concurrentie, of zelfs voor de verkoop van het hele bedrijf. Om dit doel te bereiken werden kantoren en vestigingen verkocht of verhuurd.
Íslandspóstur begon kort na de oprichting met gecombineerde postkantoren en bijkantoren op het platteland. Een vorm van dienstverlening zoals deze ook in Nederland in gebruik is bij PostNL. Sommige kantoren werden gesloten en ondergebracht bij supermarkten, buurtwinkels en andere plaatsen waar veel mensen komen. En werd het noordelijke sorteercentrum verplaatst van Hrútafjörður naar Staðarskáli in 1999.
In 1998 tekende Íslandspóstur en TNT een overeenkomst met Icelandair om zes keer per week een vrachtdienst te gaan onderhouden tussen Luik en de Verenigde Staten met een tussenstop op IJsland.
In oktober 1999 werd in Reykjavik een nieuw 5700 m² groot sorteercentrum geopend. Dit sorteercentrum nam de plaats in van het oude sorteercentrum, een gebouw dat met de scheiding tussen post en telefoon was overgegaan naar het nieuwe bedrijf Telecom. Totale kosten van het nieuwe sorteercentrum was ongeveer 480 miljoen kronen.
Met ingang van 19 januari 2000 werd een begin gemaakt met het bezorgen van brieven en pakketten in de avonduren. Vanaf 2001 begon Íslandspóstur met het aanbieden van de mogelijkheid om ongeadresseerd drukwerk te weigeren, en werden de warehouse-activiteiten overgebracht van Blönduós naar Flokkunarvél van waaruit na de invoering van de postcode goederen sneller geleverd konden worden aan klanten.

## Rechten en plichten
Íslandspóstur heeft een overheidsmonopolie op de postbezorging en moet deze dan ook als zodanig uitvoeren.

## Staatsmonopolie
Íslandspóstur heeft de wettelijke taak om brieven onder de 50 gram te bezorgen. Daarnaast heeft het bedrijf het alleenrecht om brievenbussen langs de openbare weg te plaatsen. Íslandspóstur is wettelijk ook het enige bedrijf op IJsland dat gerechtigd is om de posthoorn te gebruiken als logo om postactiviteiten te onderscheiden van andere diensten.
Íslandspóstur is verplicht om bepaalde diensten uit te voeren in het hele land, zoals het bezorgen van aangetekende brieven, distributie van post, ledigen van brievenbussen, registreren van waardevolle zendingen. Daarnaast heeft het bedrijf de verplichting de klanten op een transparante manier de tarieven duidelijk te maken.

## Overige dienstverlening
Naast de basis postdienst biedt Íslandspóstur ook aanvullende postdiensten aan, al dan niet in samenwerking met particuliere koeriersbedrijven.
Internationaal: Internationale pakketten worden vervoerd door TNT Express. Medewerkers van Íslandspóstur komen de zendingen op een vooraf afgesproken tijdstip bij bedrijven ophalen, en dragen deze vervolgens over aan TNT Express. Omgekeerd gebeurt hetzelfde.
Waardetransport: Íslandspóstur is door de overheid ook aangewezen als vervoerder van de loten van de IJslandse Staatsloterij naar de diverse verkooppunten.
Contracten: Als er bij uitreiking van een zending een contract getekend moet worden, dan verzorgt Íslandspóstur de afhandeling hiervan. Onder toezicht van een postmedewerker tekent de klant het contract, waarna dit wordt verzonden naar de afzender.
Print Service: Klanten hebben de mogelijkheid om via internet kaarten aan te maken voor verjaardagen, jubilea, huwelijk etc. Nadat de klant de opdracht heeft verzonden, wordt de kaart afgedrukt en per post bezorgd.
Douane: Íslandspóstur verzorgt voor zendingen uit het buitenland de inklaring van goederen en int indien nodig ook de invoerbelasting.
Toebehoren: Op de postkantoren biedt Íslandspóstur kartonnen dozen, enveloppen en een verscheidenheid aan andere producten aan, zoals beschrijfbare cd's en kanskaarten.